# Électropénétrographie

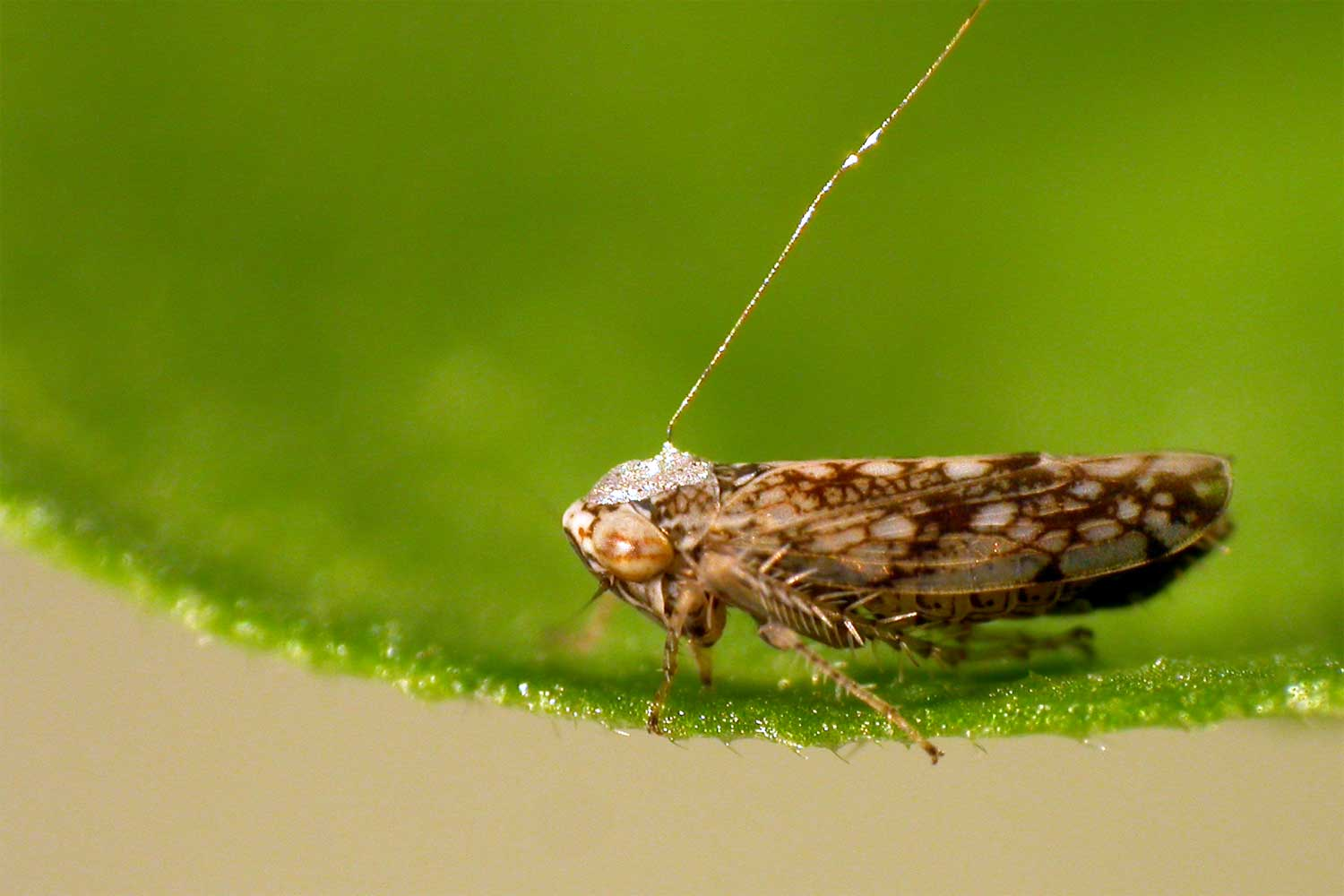
Cicadelle brune commune (Orosius orientalis) reliée à une électrode EPG.

Pour les articles homonymes, voir EPG.
L'électropénétrographie (EPG) est une technique utilisée par les biologistes pour étudier l'interaction entre les insectes piqueurs-suceurs, tels que les pucerons, les thrips et les cicadelles, et les plantes. 
Par conséquent, elle peut également être utilisée pour étudier les bases de la transmission des virus aux plantes, de la sélection des plantes-hôtes par les insectes et de la manière dont les insectes peuvent repérer le phloème de ces plantes et s'en nourrir.
C'est un système simple composé d'un circuit partiel, qui n'est fermé que lorsqu'un insecte d'une des espèces concernées, comme les pucerons qui sont les plus abondamment étudiés, insère son stylet dans les tissus de la plante dans le but de la « sonder » pour vérifier que c'est un hôte approprié pour l'alimentation de l'insecte.
La fermeture du circuit, lorsque l'insecte pique la plante, permet  d'afficher un graphique montrant différentes formes d'onde en fonction des différentes activités de l'insecte, telles que l'excrétion de salive ou l'ingestion de matières cellulaires, ou indiquant quel type de tissu a été pénétré (c'est-à-dire phloème, xylème ou mésophylle). On connaît une dizaine de formes graphiques d'ondes différentes, en corrélation avec différents événements d'interaction insecte / plante.

## Le circuit
Le circuit est relié d'une part à l'insecte par un fil d'or de 20 µm et d'autre part à la plante par une électrode de cuivre placée dans le sol. Le circuit traverse également une résistance gigaohm et un amplificateur 50x avant que les résultats soient stockés numériquement et interprétés par un ordinateur pour tracer le graphique final.

Schéma du circuit.